# Danh sách trường đại học tiểu bang và lãnh thổ tại Hoa Kỳ
Tại Hoa Kỳ, các trường cao đẳng và viện đại học tiểu bang là các cơ sở giáo dục bậc đại học và cao đẳng công lập được tài trợ hoặc liên kết với chính phủ tiểu bang. Trong hầu hết trường hợp, các cơ sở giáo dục này đều được quản lý theo hệ thống đại học tiểu bang, tuy nhiên vẫn tồn tại các cơ sở công lập hoạt động độc lập. Ngoài các tiểu bang, các vùng lãnh thổ khác của Hoa Kỳ cũng sở hữu các cơ sở giáo dục cao đẳng và đại học công lập.
Hầu hết các cơ sở giáo dục công lập tại Mỹ đều liên kết với chính quyền các tiểu bang, một số ít học viện được tài trợ và quản lý trực tiếp từ chính phủ liên bang Hoa Kỳ, như các cơ sở đào tạo quân sự (Học viện Quân sự, Học viện Hải quân, Học viện Không quân,...). Một vài các viện đại học, như Đại học George Washington, Đại học Georgetown, Đại học Howard, là các trường đại học tư nhân tại Đặc khu Columbia nhưng được cấp phép trực tiếp từ chính phủ Hoa Kỳ.
Ở một số tiểu bang, một trường đại học thành viên trong hệ thống toàn tiểu bang được chỉ định là cơ sở dẫn đầu (flagship campus) của cả hệ thống. Ngôi trường dẫn đầu này thường là cơ sở giáo dục danh giá nhất hoặc có số lượng sinh viên đang theo học lớn nhất. Chẳng hạn như: Đại học Maryland, College Park là cơ sở dẫn đầu của Hệ thống Đại học Maryland, Đại học Indiana Bloomington của Hệ thống Đại học Indiana, Đại học Nebraska–Lincoln của Hệ thống Đại học Nebraska.
Một vài tiểu bang có nhiều hơn một hệ thống đại học công lập, chẳng hạn như California với 2 hệ thống; Colorado có 2; Indiana có 2; New York có 2; Tennessee có 2; và Texas với 7 hệ thống đại học công lập.
Lưu ý:
- Danh sách này sẽ bao gồm các cơ sở giáo dục chuyên ngành (trường y khoa, trường luật,...) được hoạt động độc lập với các cơ sở giáo dục khác trong hệ thống tiểu bang.
- Các cơ sở đại học vệ tinh mà không sở hữu tên gọi nhận diện riêng sẽ không được đưa vào danh sách, ví dụ: Đại học Washington cơ sở Tacoma là một phần của viện Đại học Washington. Mặt khác, các tổ chức như Đại học Houston–Downtown và Đại học California, Santa Cruz được sắp xếp vào các mục riêng biệt vì chúng là các viện đại học hoạt động độc lập.
- Các cơ sở giáo dục không cấp bằng cử nhân, chẳng hạn như các trường đào tạo sau đại học, được liệt kê in nghiêng.
- Tên gọi của các hệ thống đại học tiểu bang và viện đại học khác nhau trong cùng tiểu bang có thể khá giống nhau.

## Alabama
- Đại học Cơ khí và Nông nghiệp Alabama (Alabama A&M University)
- Đại học Tiểu bang Alabama (Alabama State University)
- Đại học Tiểu bang Athens
- Hệ thống Đại học Auburn
  - Đại học Auburn (Auburn University)
  - Đại học Auburn tại Montgomery (Auburn University at Montgomery)
- Đại học Tiểu bang Jacksonville (Jacksonville State University)
- Đại học Troy (Troy University)
- Hệ thống Đại học Alabama (University of Alabama System)
  - Đại học Alabama (University of Alabama) (cơ sở dẫn đầu của hệ thống)
  - Đại học Alabama tại Birmingham (University of Alabama at Birmingham)
  - Đại học Alabama tại Huntsville (Unversity of Alabama in Huntsville)
- Đại học Montevello
- Đại học Bắc Alabama (University of North Alabama)
- Đại học Nam Alabama (University of South Alabama)
- Đại học Tây Alabama (University of West Alabama)

## Alaska
- Hệ thống Đại học Alaska (University of Alaska System)
  - Đại học Alaska Fairbanks (University of Alaska Fairbanks) (cơ sở dẫn đầu của hệ thống)
  - Đại học Alaska Anchorage (University of Alaska Anchorage)
  - Đại học Alaska Đông Nam (University of Alaska Southeast)

## Arizona
- Hội đồng quản trị Arizona[a]
  - Đại học Tiểu bang Arizona (Arizona State University)
  - Đại học Bắc Arizona (Northern Arizona University)
  - Đại học Arizona (University of Arizona)

## Arkansas
- Hệ thống Đại học Arkansas (University of Arkansas System)
  - Đại học Arkansas (University of Arkansas) nằm tại Fayetteville và là cơ sở dẫn đầu của hệ thống.
  - Đại học Arkansas–Fort Smith (University of Arkansas–Fort Smith)
  - Đại học Arkansas tại Little Rock (University of Arkansas at Little Rock)
  - Đại học Khoa học Y tế Arkansas (University of Arkansas for Medical Sciences)
  - Đại học Arkansas tại Monticello (University of Arkansas at Monticello)
  - Đại học Arkansas tại Pine Bluff (University of Arkansas at Pine Bluff)
  - Đại học Arkansas Grantham (University of Arkansas Grantham) – đại học giảng dạy trực tuyến
- Hệ thống Đại học Tiểu bang Arkansas (Arkansas State University System)
  - Đại học Tiểu bang Arkansas (Arkansas State University, viết tắt ASU)
  - Đại học Tiểu bang Henderson (Henderson State University, viết tắt HSU)
- Đại học Công nghệ Arkansas (Arkansas Tech University, viết tắt ATU)
- Đại học Trung tâm Arkansas (University of Central Arkansas, viết tắt UCA)
- Đại học Nam Arkansas (Southern Arkansas University, viết tắt SAU)

## California
Tiểu bang California sở hữu hệ thống đại học công lập khác nhau. Lưu ý, đừng nhầm lẫn tên gọi giữa các trường đại học.
- Hệ thống Đại học California (University of California system, viết tắt là UC) bao gồm 10 viện đại học thành viên:
  - Đại học California, Berkeley (University of California, Berkeley)
  - Đại học California, Davis (University of California, Davis)
  - Đại học California, Irvine (University of California, Irvine)
  - Đại học California, Los Angeles (University of California, Los Angeles)
  - Đại học California, Merced (University of California, Merced)
  - Đại học California, Riverside (University of California, Riverside)
  - Đại học California, San Diego (University of California, San Diego)
  - Đại học California, San Francisco (University of California, San Francisco)
  - Đại học California, Santa Barbara (University of California, Santa Barbara)
  - Đại học California, Santa Cruz (University of California, Santa Cruz)
- San JoséChicoSan DiegoSan FranciscoSan Luis ObispoFresnoHumboldtHọc viện Hải quânPomonaLASacramentoLong BeachFullertonStanislausEast BayNorthridgeDominguez HillsSonomaSan BernardinoBakersfieldSan MarcosMonterey BayChannel Islands Hệ thống Đại học Tiểu bang California (CSU)Hệ thống Đại học Tiểu bang California (California State University system, viết tắt là CSU) bao gồm 23 viện đại học thành viên:
  - Đại học Tiểu bang California, Baskerville (California State University, Bakersfield)
  - Đại học Tiểu bang California, Channel Islands (California State University, Channel Islands)
  - Đại học Tiểu bang California, Chico (California State University, Chico)
  - Đại học Tiểu bang California, Dominguez Hills (California State University, Dominguez Hills)
  - Đại học Tiểu bang California, East Bay (California State University, East Bay)
  - Đại học Tiểu bang California, Fresno (California State University, Fresno)
  - Đại học Tiểu bang California, Fullerton (California State University, Fullerton)
  - Đại học Bách khoa Tiểu bang California, Humboldt (California State Polytechnic University, Humboldt)
  - Đại học Tiểu bang California, Long Beach (California State University, Long Beach)
  - Đại học Tiểu bang California, Los Angeles (California State University, Los Angeles)
  - Học viện Hàng hải California (California Maritime Academy)
  - Đại học Tiểu bang California, Monterey Bay (California State University, Monterey Bay)
  - Đại học Tiểu bang California, Northridge (California State University, Northridge)
  - Đại học Bách khoa Tiểu bang California, Pomona (California State Polytechnic University, Pomona)
  - Đại học Tiểu bang California, Sacramento (California State University, Sacramento)
  - Đại học Tiểu bang California, San Bernardino (California State University, San Bernardino)
  - Đại học Tiểu bang San Diego (San Diego State University)
  - Đại học Tiểu bang San Francisco (San Francisco State University)
  - Đại học Tiểu bang San Jose (San Jose State University)
  - Đại học Bách khoa Tiểu bang California, San Luis Obispo (California Polytechnic State University, San Luis Obispo)
  - Đại học Tiểu bang California, San Marcos (California State University, San Marcos)
  - Đại học Tiểu bang Sonoma (Sonoma State University)
  - Đại học Tiểu bang California, Stanislaus (California State University, Stanislaus)

## Colorado
- Đại học Tiểu bang Adams (Adams State University)
- Hệ thống Đại học Colorado (University of Colorado system)
  - Đại học Colorado Boulder (University of Colorado Boulder) (cơ sở dẫn đầu của hệ thống)
  - Đại học Colorado Colorado Springs (University of Colorado Colorado Springs)
  - Đại học Colorado Denver (University of Colorado Denver)
- Đại học Colorado Mesa (Colorado Mesa University)
- Trường Mỏ Colorado (Colorado School of Mines)
- Hệ thống Đại học Tiểu bang Colorado (Colorado State University System)
  - Đại học Tiểu bang Colorado (Colorado State University) (cơ sở dẫn đầu của hệ thống)
  - Đại học Tiểu bang Colorado–Pueblo (Colorado State University–Pueblo)
  - Đại học Tiểu bang Colorado–Global (Colorado State University–Global Campus) – đại học giảng dạy trực tuyến
- Đại học Tiểu bang Thành phố Denver (Metropolitan State University of Denver)
- Cao đẳng Fort Lewis
- Đại học Bắc Colorado (University of Northern Colorado)
- Đại học Tây Colorado (Western Colorado University)

## Connecticut
- Trung tâmĐôngNamTâyUConnCharter OakCao đẳng Tiểu bang Charter Oak (Charter Oak State College)
- Hệ thống Đại học Tiểu bang Connecticut (Connecticut State University System)
  - Đại học Tiểu bang Trung tâm Connecticut (Central Connecticut State University)
  - Đại học Tiểu bang Phía đông Connecticut (Eastern Connecticut State University)
  - Đại học Tiểu bang Phía nam Connecticut (Southern Connecticut State University)
  - Đại học Tiểu bang Phía tây Connecticut (Western Connecticut State University)
- Đại học Connecticut (University of Connecticut, viết tắt UConn)

## Delaware
- Đại học Delaware (University of Delaware)
- Đại học Tiểu bang Delaware (Delaware State Univesity)

## Đặc khu Columbia
- Đại học Đặc khu Columbia (University of the District of Columbia)

Các viện đại học được Quốc hội thành lập tại Đặc khu Columbia không được xem là trường đại học công lập của; thay vào đó họ là các trường đại học tư thục phi lợi nhuận và không có chương trình giảm học phí cho cư dân tại Đặc khu Columbia giống như các trường đại học tiểu bang hoặc lãnh thổ khác. Đổi lại, chính phủ liên bang Hoa Kỳ hỗ trợ các khoản trợ cấp học phí cho cư dân Đặc khu Columbia thông qua chương trình DC TAG nhằm giải quyết sự chênh lệch giữa học phí trong tiểu bang và ngoài tiểu bang tại các trường cao đẳng/đại học công lập và tư nhân. Một phần của chương trình trợ cấp này có thể được sử dụng cho các trường đại học tư thục trong Vùng đô thị Washington.

## Florida
- FAMUFAUFGCUFIUBách khoa FloridaFSUCao đẳng Mới FloridaTrung FloridaĐại học FloridaBắc FloridaNam FloridaTây Florida Hệ thống Đại học Tiểu bang FloridaHệ thống Đại học Tiểu bang Florida (State University System of Florida)
  - Đại học Cơ khí và Nông nghiệp Florida (Florida A&M University, viết tắt FAMU)
  - Đại học Florida Atlantic (Florida Atlantic University, viết tắt FAU)
  - Đại học Florida Gulf Coast (Florida Gulf Coast University, viết tắt FGCU)
  - Đại học Quốc tế Florida (Florida International University, viết tắt FIU)
  - Đại học Bách khoa Florida (Florida Polytechnic University)
  - Đại học Tiểu bang Florida (Florida State University, viết tắt FSU)
  - Cao đẳng Mới của Florida (New College of Florida)
  - Đại học Trung tâm Florida (University of Central Florida)
  - Đại học Florida (University of Florida)
  - Đại học Bắc Florida (University of North Florida)
  - Đại học Nam Florida (University of South Florida): cơ sở chính tại Tampa, hai cơ sở khác tại Sarasota–Manatee và St. Petersburg.
  - University of Miami
  - Đại học Tây Florida (University of West Florida)
- Hệ thống Cao đẳng Florida (Florida College System):
  - Cao đẳng Broward (Broward College)
  - Cao đẳng Chipola (Chipola College)
  - Cao đẳng Miền trung Florida (College of Central Florida)
  - Cao đẳng Tiểu bang Daytona (Daytona State College)
  - Cao đẳng Tiểu bang Đông Florida (Eastern Florida State College)
  - Cao đẳng Florida Gateway (Florida Gateway College)
  - Cao đẳng Tiểu bang Tây Nam Florida (Florida SouthWestern State College)
  - Cao đẳng Tiểu bang Florida tại Jacksonville (Florida State College at Jacksonville)
  - Cao đẳng Tiểu bang Gulf Coast (Gulf Coast State College)
  - Cao đẳng Tiểu bang Indian River (Indian River State College)
  - Cao đẳng Tiểu bang Lake–Sumter (Lake–Sumter State College)
  - Cao đẳng Miami Dade (Miami Dade College)
  - Cao đẳng Tiểu bang Tây Bắc Florida (Northwest Florida State College)
  - Cao đẳng Tiểu bang Palm Beach (Palm Beach State College)
  - Cao đẳng Tiểu bang Pasco–Hernando (Pasco–Hernando State College)
  - Cao đẳng Tiểu bang Pensacola (Pensacola State College)
  - Cao đẳng Tiểu bang Polk (Polk State College)
  - Cao đẳng Santa Fe (Santa Fe College)
  - Cao đẳng Tiểu bang Seminole của Florida (Seminole State College of Florida)
  - Cao đẳng Tiểu bang Nam Florida (South Florida State College)
  - Cao đẳng Tiểu bang St. John (St. Johns River State College)
  - Cao đẳng St. Petersburg (St. Petersburg College)
  - Cao đẳng Tiểu bang Florida, Manatee–Sarasota (State College of Florida, Manatee–Sarasota)
  - Cao đẳng Cộng đồng Tallahassee (Tallahassee Community College)
  - Cao đẳng Valencia (Valencia College)

## Georgia
- Hệ thống Đại học Georgia (University System of Georgia)
  - Cao đẳng Nông nghiệp Abraham Baldwin (Abraham Baldwin Agricultural College)
  - Đại học Tiểu bang Albany (Albany State University)
  - Cao đẳng Tiểu bang Atlanta Metropolitan (Atlanta Metropolitan State College)Đại học GeorgiaGTĐại học AugustaGeorgia StateNam GeorgiaKennesaw StateTây GeorgiaValdosta StateAlbany StateClayton StateColumbus StateFort Valley StateCao đẳng Đại họcTây Nam GeorgiaTrung tâm GeorgiaSavannah StateBắc GeorgiaAbraham BaldwinAMSCCoastal GeorgiaDalton StateĐông GeorgiaGeorgia GwinnettGeorgia HighlandsGordon StateCao đẳng Nam Georgia  Đen: viện đại học nghiên cứu;  Đỏ: viện đại học tổng hợp;
 Vàng: viện đại học tiểu bang;  Xanh: cao đẳng tiểu bang
  - Đại học Augusta (Augusta University)
  - Đại học Tiểu bang Clayton (Clayton State University)
  - Cao đẳng Coastal Georgia (College of Coastal Georgia)
  - Đại học Tiểu bang Columbus (Columbus State University)
  - Cao đẳng Tiểu bang Dalton (Dalton State College)
  - Cao đẳng Tiểu bang Đông Georgia (East Georgia State College)
  - Cao đẳng Tiểu bang Fort Valley (Fort Valley State University)
  - Cao đẳng Đại học Tiểu bang Georgia (Georgia College and State University)
  - Cao đẳng Georgia Gwinnett (Georgia Gwinnett College)
  - Cao đẳng Georgia Highlands (Georgia Highlands College)
  - Học viện Công Nghệ Georgia (Georgia Institute of Technology, viết tắt GT)
  - Đại học Nam Georgia (Georgia Southern University)
  - Đại học Tiểu bang Tây Nam Georgia (Georgia Southwestern State University)
  - Đại học Tiểu bang Georgia (Georgia State University, viết tắt GSU)
  - Cao đẳng Tiểu bang Gordon (Gordon State College)
  - Đại học Tiểu bang Kennesaw (Kennesaw State University)
  - Đại học Tiểu bang Trung tâm Georgia (Middle Georgia State University)
  - Đại học Tiểu bang Savannah (Savannah State University)
  - Cao đẳng Tiểu bang Nam Georgia (South Georgia State College)
  - Đại học Georgia (University of Georgia) – cơ sở dẫn đầu của hệ thống
  - Đại học Bắc Georgia (University of North Georgia)
  - Đại học Tây Georgia (University of West Georgia)
  - Đại học Tiểu bang Valdosta (Valdosta State University)

## Guam
- Đại học Guam (University of Guam)

## Hawaii
- MānoaHiloWest OʻahuCao đẳng Maui  Đen: viện đại học;  Đỏ: trường cao đẳng.Hệ thống Đại học Hawaiʻi (University of Hawaiʻi System)
  - Đại học Hawaiʻi tại Mānoa (University of Hawaiʻi at Mānoa) – cơ sở dẫn đầu của hệ thống
  - Đại học Hawaiʻi tại Hilo (University of Hawaiʻi at Hilo)
  - Trường Cao đẳng Đại học Hawaiʻi Maui (University of Hawaiʻi Maui College)
  - Đại học Hawaiʻi – West Oʻahu (University of Hawaiʻi – West Oʻahu)

## Idaho
- Đại học Tiểu bang Boise (Boise State University, viết tắt BSU)
- Đại học Idaho (University of Idaho)
- Đại học Tiểu bang Idaho (Idaho State University, viết tắt ISU)
- Cao đẳng Tiểu bang Lewis–Clark (Lewis–Clark State College)

## Illinois
- Đại học Tiểu bang Chicago (Chicago State University)
- Đại học Đông Illinois (Eastern Illinois University)
- Đại học Tiểu bang Governors (Governors State University)
- Đại học Tiểu bang Illinois (Illinois State University, viết tắt ISU)
- Hệ thống Đại học Illinois (University of Illinois system):
  - Đại học Illinois Urbana-Champaign (University of Illinois Urbana-Champaign, viết tắt UIUC) – cơ sở dẫn đầu
  - Đại học Illinois Chicago (University of Illinois Chicago, viết tắt UIC)
  - Đại học Illinois Springfield (University of Illinois Springfield, viết tắt UIS)
- Đại học Đông bắc Illinois (Northeastern Illinois University, viết tắt NEIU)
- Đại học Bắc Illinois (Northern Illinois University, viết tắt NIU)
- Hệ thống Đại học Nam Illinois (Southern Illinois University system):
  - Đại học Nam Illinois Carbondale (Southern Illinois University Carbondale) – cơ sở dẫn đầu
  - Đại học Nam Illinois Edwardsville (Southern Illinois University Edwardsville, viết tắt SIUE)
- Đại học Tây Illinois (Western Illinois University)

## Indiana
- Đại học Tiểu bang Ball (Ball State University)
- Hệ thống Đại học Indiana (Indiana University system):
  - Đại học Indiana Bloomington (Indiana University Bloomington, hau IU) – viện đại học dẫn đầu
  - Đại học Đông Indiana (Indiana University East)
  - Đại học Indiana Fort Wayne (Indiana University Fort Wayne)
  - Đại học Indiana Kokomo (Indiana University Kokomo)
  - Đại học Tây bắc Indiana (Indiana University Northwest)
  - Đại học Indiana South Bend (Indiana University South Bend, viết tắt IUSB)
  - Đại học Đông nam Indiana (Indiana University Southeast)
  - Đại học Indiana – Purdue Columbus (Indiana University – Purdue University Columbus, viết tắt IUPUC) – viện đại học hợp tác giữa Hệ thống Đại học Indiana và Đại học Purdue
  - Đại học Indiana – Purdue Indianapolis (Indiana University – Purdue University Indianapolis, viết tắt IUPUI) – viện đại học hợp tác giữa Hệ thống Đại học Indiana và Đại học Purdue
- Đại học Tiểu bang Indiana (Indiana State University)
- Hệ thống Đại học Purdue (Purdue University system):
  - Đại học Purdue (Purdue University) – viện đại học dẫn đầu nằm tại West Lafayette
  - Đại học Purdue Fort Wayne (Purdue University Fort Wayne, viết tắt PFW)
  - Đại học Purdue Tây Bắc (Purdue University Northwest) – viện đại học hợp nhất từ Đại học Purdue Calumet và Đại học Purdue North Central năm 2016
- Đại học Nam Indiana (University of Southern Indiana, viết tắt USI)
- Đại học Vincennes (Vincennes University)

## Iowa
- Đại học Iowa (University of Iowa)
- Đại học Tiểu bang Iowa (Iowa State University, viết tắt ISU)
- Đại học Bắc Iowa (University of Northern Iowa)

## Kansas
- EmporiaFort HaysKSUPittsburgKUWichitaHội đồng quản trị Kansas (Kansas Board of Regents)[b]:
  - Đại học Tiểu bang Emporia (Emporia State University, viết tắt ESU)
  - Đại học Tiểu bang Fort Hays (Fort Hays State University, viết tắt FHSU)
  - Đại học Kansas (University of Kansas, viết tắt KU)
  - Đại học Tiểu bang Kansas (Kansas State University, viết tắt KSU)
  - Đại học Tiểu bang Pittsburg (Pittsburg State University)
  - Đại học Tiểu bang Wichita (Wichita State University)

## Kentucky
- Đại học Đông Kentucky (Eastern Kentucky University, viết tắt EKU)
- Đại học Kentucky (University of Kentucky, viết tắt UK)
- Đại học Tiểu bang Kentucky (Kentucky State University, viết tắt KYSU)
- Đại học Louisville (University of Louisville, viết tắt UL)
- Đại học Tiểu bang Morehead (Morehead State University)
- Đại học Tiểu bang Murray (Murray State University)
- Đại học Bắc Kentucky (Northern Kentucky University, viết tắt NKU)
- Đại học Tây Kentucky (Western Kentucky University, viết tắt WKU)

## Louisiana
- Hệ thống Đại học Tiểu bang Louisiana (Louisiana State University System):
  - Đại học Tiểu bang Louisiana (Louisiana State University, viết tắt LSU) – viện đại học dẫn đầuLSULSUALSUELSUSHealth New OrleansHealth ShreveportLSU LawY PenningtonGSULA TechMcNeese StateNicholls StateNSULASoutheasternUL LafayetteULMUNOSUSUNOSUSLA  Đỏ: Hệ thống Đại học Tiểu bang Louisiana;  Xanh: Hệ thống Đại học Louisiana;  Vàng: Hệ thống Đại học Phía Nam
    - Trung tâm Nông nghiệp Đại học Bang Louisiana (Louisiana State University Agricultural Center)

  - Đại học Tiểu bang Louisiana tại Eunice (Louisiana State University at Eunice, viết tắt LSUE)
  - Đại học Tiểu bang Louisiana tại Alexandria (Louisiana State University of Alexandria, viết tắt LSUA)
  - Đại học Tiểu bang Louisiana Shreveport (Louisiana State University Shreveport, viết tắt LSUS)
  - Trung tâm Khoa học Sức khỏe Đại học Tiểu bang Louisiana New Orleans (LSU Health Sciences Center New Orleans, viết tắt Health New Orleans)
  - Trung tâm Khoa học Sức khỏe Đại học Tiểu bang Louisiana Shreveport (LSU Health Sciences Center Shreveport, viết tắt Health Shreveport)
  - Trường Luật Paul M. Hebert (Paul M. Hebert Law Center, viết tắt LSU Law) – trường luật hoạt động độc lập
  - Trung tâm Nghiên cứu Y sinh Pennington (Pennington Biomedical Research Center)
- Hệ thống Đại học Louisiana (University of Louisiana System):
  - Đại học Tiểu bang Grambling (Grambling State University, viết tắt GSU)
  - Đại học Công nghệ Louisiana (Louisiana Tech University, viết tắt LA Tech)
  - Đại học Tiểu bang McNeese (McNeese State University, viết tắt MSU)
  - Đại học Tiểu bang Nicholls (Nicholls State University)
  - Đại học Tiểu bang Tây Bắc (Northwestern State University, viết tắt NSU)
  - Đại học Đông Nam Louisiana (Southeastern Louisiana University, viết tắt Southeastern)
  - Đại học Louisiana tại Lafayette (University of Louisiana at Lafayette, viết tắt UL Lafayette)
  - Đại học Louisiana tại Monroe (University of Louisiana at Monroe, viết tắt ULM)
  - Đại học New Orleans (University of New Orleans, viết tắt UNO)
- Hệ thống Đại học Phía Nam (Southern University System):
  - Đại học Phía Nam (Southern University, viết tắt SU) – viện đại học dẫn đầu
  - Đại học Phía Nam tại New Orleans (Southern University at New Orleans, viết tắt SUNO)
  - Đại học Phía Nam tại Shreveport (Southern University at Shreveport, viết tắt SUSLA)

## Maine
- Đại học MaineUMAUMFUMFKUMMUMPIUSMLuật MaineHọc viện Hàng hải Viện đại học và cao đẳng tiểu bang MaineHọc viện Hàng hải Maine (Maine Maritime Academy)
- Hệ thống Đại học Maine (University of Maine System):
  - Đại học Maine (University of Maine) – viện đại học dẫn đầu hệ thống
  - Trường Luật Đại học Maine (University of Maine School of Law)
  - Đại học Maine tại Augusta (University of Maine at Augusta, viết tắt UMA)
  - Đại học Maine tại Farmington (University of Maine at Farmington, viết tắt UMF)
  - Đại học Maine tại Fort Kent (University of Maine at Fort Kent, viết tắt UMFK)
  - Đại học Maine tại Machias (University of Maine at Machias, viết tắt UMM)
  - Đại học Maine tại Presque Isle (University of Maine at Presque Isle, UMPI)
  - Đại học Nam Maine (University of Southern Maine, viết tắt USM)

## Maryland
- Đại học Tiểu bang Morgan (Morgan State University)
- Cao đẳng St. Mary's tiểu bang Maryland (St. Mary's College of Maryland)
- Hệ thống Đại học Maryland (University System of Maryland):
  - Đại học Maryland, College Park (University of Maryland, College Park, viết tắt UMD) – viện đại học dẫn đầu hệ thống
  - Đại học Tiểu bang Bowie (Bowie State University)
  - Đại học Tiểu bang Coppin (Coppin State University)
  - Đại học Tiểu bang Frostburg (Frostburg State University)
  - Đại học Salisbury (Salisbury University)
  - Đại học Towson (Towson University)
  - Đại học Baltimore (University of Baltimore, viết tắt UB)
  - Đại học Maryland, Baltimore (University of Maryland, Baltimore, viết tắt UMB)
  - Đại học Maryland, Quận Baltimore (University of Maryland, Baltimore County, viết tắt UMBC)
  - Đại học Maryland Eastern Shore (University of Maryland Eastern Shore, viết tắt UMES)
  - Đại học Maryland Global Campus (University of Maryland Global Campus, viết tắt UMGC)
  - Trung tâm Khoa học Môi trường Đại học Maryland (University of Maryland Center for Environmental Science)
  - Viện Công nghệ sinh học Đại học Maryland (University of Maryland Biotechnology Institute)

## Massachusetts
- Hệ thống Đại học Massachusetts (University of Massachusetts system):AmherstBostonDartmouthLowellTrường YTrường LuậtBridgewaterFitchburgFraminghamSalemWestfieldWorcesterMassArtMCLAHọc viện Hàng hải  Đỏ: Hệ thống Đại học Massachusetts;  Xanh: Hệ thống Các viện đại học Tiểu bang Massachusetts
  - Đại học Massachusetts Amherst (University of Massachusetts Amherst) – viện đại học dẫn đầu của hệ thống
  - Đại học Massachusetts Boston (University of Massachusetts Boston)
  - Đại học Massachusetts Dartmouth (University of Massachusetts Dartmouth)
  - Đại học Massachusetts Lowell (University of Massachusetts Lowell)
  - Trường Y Đại học Massachusetts (University of Massachusetts Medical School)
  - Trường Luật Đại học Massachusetts (University of Massachusetts School of Law)
- Hệ thống Các viện đại học Tiểu bang Massachusetts (Massachusetts State Universities):
  - Đại học Tiểu bang Bridgewater (Bridgewater State University)
  - Đại học Tiểu bang Fitchburg (Fitchburg State University)
  - Đại học Tiểu bang Framingham (Framingham State University)
  - Đại học Tiểu bang Salem (Salem State University)
  - Đại học Tiểu bang Westfield (Westfield State University)
  - Đại học Tiểu bang Worcester (Worcester State University)
  - Cao đẳng Nghệ thuật và Thiết kế Massachusetts (Massachusetts College of Art and Design, viết tắt MassArt)
  - Cao đẳng Nghệ thuật khai phóng (Massachusetts College of Liberal Arts, viết tắt MCLA)
  - Học viện Hàng hải Massachusetts (Massachusetts Maritime Academy)

## Michigan
- Đại học Miền trung Michigan (Central Michigan University. viết tắt CMU)
- Đại học Đông Michigan (Eastern Michigan University, viết tắt EMU)
- Đại học Tiểu bang Ferris (Ferris State University)
- Đại học Tiểu bang Grand Valley (Grand Valley State University, viết tắt GVSU)
- Đại học Tiểu bang Lake Superior (Lake Superior State University)
- Hệ thống Đại học Michigan (University of Michigan system):
  - Đại học Michigan (University of Michigan) – viện đại học dẫn đầu
  - Đại học Michigan–Dearborn (University of Michigan–Dearborn)
  - Đại học Michigan–Flint (University of Michigan–Flint)
- Đại học Tiểu bang Michigan (Michigan State University, viết tắt MSU)
- Đại học Công nghệ Michigan (Michigan Technological University)
- Đại học Bắc Michigan (Northern Michigan University, viết tắt NMU)
- Đại học Oakland (Oakland University, viết tắt OU)
- Đại học Tiểu bang Saginaw Valley (Saginaw Valley State University)
- Đại học Wayne (Wayne State University, viết tắt WSU)
- Đại học Tây Michigan (Western Michigan University)

## Minnesota
- Hệ thống Đại học và Cao đẳng Tiểu bang Minnesota (Minnesota State Colleges and Universities system)[c]:
  - Đại học Tiểu bang Bemidji (Bemidji State University)
  - Đại học Tiểu bang Minnesota, Mankato (Minnesota State University, Mankato) – viện đại học dẫn đầu của hệ thống
  - Đại học Tiểu bang Minnesota Moorhead (Minnesota State University Moorhead)
  - Đại học Tiểu bang Metropolitan (Metropolitan State University)
  - Đại học Tiểu bang Tây Nam (Minnesota Southwest Minnesota State University)
  - Đại học Tiểu bang St. Cloud (St. Cloud State University)
  - Đại học Tiểu bang Winona (Winona State University)
- Hệ thống Đại học Minnesota (University of Minnesota system):
  - Đại học Minnesota (University of Minnesota) – viện đại học dẫn đầu của hệ thống
  - Đại học Minnesota Crookston (University of Minnesota Crookston)
  - Đại học Minnesota Duluth (University of Minnesota Duluth)
  - Đại học Minnesota Morris (University of Minnesota Morris)
  - Đại học Minnesota Rochester (University of Minnesota Rochester)

## Mississippi
- Đại học Tiểu bang Alcorn (Alcorn State University)
- Đại học Tiểu bang Delta (Delta State University)
- Đại học TIểu bang Jackson (Jackson State University)
- Đại học Tiểu bang Mississippi (Mississippi State University, viết tắt MSU)
- Đại học Nữ sinh Mississippi (Mississippi University for Women)
- Đại học Tiểu bang Mississippi Valley (Mississippi Valley State University)
- Đại học Mississippi (University of Mississippi)
- Đại học Nam Mississippi (University of Southern Mississippi, viết tắt USM)

## Missouri
- Đại học Miền trung Missouri (University of Central Missouri, viết tắt UCM)
- Đại học Tiểu bang Harris–Stowe (Harris–Stowe State University)
- Đại học Lincoln Missouri (Lincoln University of Missouri)
- Hệ thống Đại học Missouri (University of Missouri System):
  - Đại học Missouri (University of Missouri) – viện đại học dẫn đầu
  - Đại học Missouri–Kansas City (University of Missouri–Kansas City, viết tắt UMKC)
  - Đại học Khoa học và Công nghệ Missouri (Missouri University of Science and Technology, viết tắt Missouri S&T)
  - Đại học Missouri–St. Louis (University of Missouri–St. Louis, viết tắt UMSL)
- Đại học Tiểu bang Nam Missouri (Missouri Southern State University)
- Đại học Tiểu bang Missouri (Missouri State University)
- Đại học Tiểu bang Tây Missouri (Missouri Western State University)
- Đại học Tiểu bang Tây bắc Missouri (Northwest Missouri State University)
- Đại học Tiểu bang Đông nam Missouri (Southeast Missouri State University)
- Đại học Tiểu bang Truman (Truman State University)

## Montana
- Hệ thống Đại học Montana (Montana University System)[d]:
  - Hệ thống Đại học Tiểu bang Montana (Montana State University System):
    - Đại học Tiểu bang Montana (Montana State University, MSU) – viện đại học dẫn đầu
    - Đại học Tiểu bang Montana Billings (Montana State University Billings)
    - Đại học Tiểu bang Montana–Northern (Montana State University–Northern)

  - Hệ thống Đại học Montana (University of Montana System):
    - Đại học Montana (University of Montana) – viện đại học dẫn đầu
    - Đại học Công nghệ Montana (Montana Technological University)
    - Đại học Montana Western (University of Montana Western, UMW)

## Nebraska
- Hệ thống Cao đẳng Tiểu bang Nebraska (Nebraska State College System):
  - Cao đẳng Tiểu bang Chadron (Chadron State College)
  - Cao đẳng Tiểu bang Peru (Peru State College)
  - Cao đẳng Tiểu bang Wayne (Wayne State College)
- Hệ thống Đại học Nebraska (University of Nebraska system):
  - Đại học Nebraska–Lincoln (University of Nebraska–Lincoln, viết tắt UNL) – viện đại học dẫn đầu
  - Đại học Nebraska tại Kearney (University of Nebraska at Kearney, viết tắt UNK)
  - Đại học Nebraska tại Omaha (University of Nebraska Omaha, viết tắt UNO)
  - Trung tâm Y tế Đại học Nebraska (University of Nebraska Medical Center, viết tắt UNMC)

## Nevada
- Hệ thống Giáo dục Đại học Nevada (Nevada System of Higher Education)[e]:
  - Đại học Neveda, Reno (University of Nevada, Reno, viết tắt UNR) – viện đại học dẫn đầu
  - Cao đẳng Great Basin (Great Basin College)
  - Đại học Tiểu bang Nevada (Nevada State University)
  - Đại học Nevada, Las Vegas (University of Nevada, Las Vegas, viết tắt UNLV)

## New Hampshire
- Hệ thống Đại học New Hampshire (University System of New Hampshire):
  - Cao đẳng Tiểu bang Granite (Granite State College)
  - Cao đẳng Tiểu bang Keene (Keene State College)
  - Đại học Tiểu bang (Plymouth State University)
  - Đại học New Hampshire (University of New Hampshire, viết tắt UNH)  – cơ sở đại học dẫn đầu nằm tại Durham
    - Đại học New Hampshire tại Manchester (University of New Hampshire at Manchester)
    - Trường Luật Đại học New Hampshire (University of New Hampshire School of Law)

## New Jersey
- Cao đẳng New Jersey (The College of New Jersey)
- Đại học Kean (Kean University)
- Đại học Tiểu bang Montclair (Montclair State University)
- Đại học Thành phố New Jersey (New Jersey City University)
- Học viện Công nghệ New Jersey (New Jersey Institute of Technology, viết tắt NJIT)
- Cao đẳng Ramapo bang New Jersey (Ramapo College of New Jersey)
- Đại học Rowan (Rowan University)
- Hệ thống Đại học Rutgers (Rutgers University system):
  - Đại học Rutgers–New Brunswick (Rutgers University–New Brunswick)
  - Đại học Rutgers–Newark (Rutgers University–Newark)
  - Đại học Rutgers–Camden (Rutgers University–Camden)
- Đại học Stockton (Stockton University)
- Đại học Tiểu bang Thomas Edison (Thomas Edison State University)
- Đại học William Paterson bang New Jersey (William Paterson University of New Jersey)

## New Mexico
- Đại học Đông New Mexico (Eastern New Mexico University, ENMU)
- Đại học New Mexico (University of New Mexico, UNM)
- Đại học Cao nguyên New Mexico (New Mexico Highlands University)
- Đại học Tiểu bang New Mexico (New Mexico State University, NMSU)
- Học viện Khai thác mỏ và Công nghệ New Mexico (New Mexico Institute of Mining and Technology)
- Cao đẳng Bắc New Mexico (Northern New Mexico College)
- Đại học Tây New Mexico (Western New Mexico University, WNMU)

## New York
- Hệ thống Đại học Tiểu bang New York (State University of New York, SUNY)[f]:
  - Viện đại học nghiên cứu (University centers):
    - Đại học Tiểu bang New York tại Buffalo, còn được gọi là Đại học tại Buffalo (State University of New York at Buffalo, hay University at Buffalo)
    - Đại học Tiểu bang New York tại Albany, còn được gọi là Đại học tại Albany (State University of New York at Albany, hay University at Albany)
    - Đại học Binghamton (Binghamton University)
    - Đại học Stony Brook (Stony Brook University)

  - Trường chuyên ngành cấp bằng tiến sĩ (Specialized doctoral degree granting institutions):
    - Đại học Khoa học Y tế Downstate (SUNY Downstate Health Sciences University)
    - Đại học Y Upstate (SUNY Upstate Medical University)
    - Học viện Bách khoa (SUNY Polytechnic Institute)
    - Cao đẳng Gốm sứ Tiểu bang New York (New York State College of Ceramics), cơ sở nằm trong khuôn viên Đại học Alfred.
    - Cao đẳng Nông nghiệp và Khoa học Đời sống (College of Agriculture and Life Sciences) – trường cao đẳng hợp tác giữa hệ thống Đại học Tiểu bang New York và Đại học Cornell
    - Cao đẳng Sinh thái Con người (College of Human Ecology) – trường cao đẳng hợp tác giữa hệ thống Đại học Tiểu bang New York và Đại học Cornell
    - Cao đẳng Dược phẩm Thú y (College of Veterinary Medicine) – trường cao đẳng hợp tác giữa hệ thống Đại học Tiểu bang New York và Đại học Cornell
    - Trường Quan hệ Công nghiệp và Lao động (School of Industrial and Labor Relations) – trường cao đẳng hợp tác giữa hệ thống Đại học Tiểu bang New York và Đại học Cornell
    - Cao đẳng Khoa học Môi trường và Lâm nghiệp (SUNY College of Environmental Science and Forestry)
    - Cao đẳng Nhãn khoa (SUNY College of Optometry)

  - Các trường cao đẳng đại học (University colleges):
    - Đại học Tiểu bang Buffalo (Buffalo State University)
    - Đại học Tiểu bang Empire (Empire State University)
    - Đại học Tiểu bang New York tại Brockport (State University of New York at Brockport)
    - Đại học Tiểu bang New York tại Cortland (State University of New York at Cortland)
    - Đại học Tiểu bang New York tại Fredonia (State University of New York at Fredonia)
    - Đại học Tiểu bang New York tại Geneso (State University of New York at Geneseo)
    - Đại học Tiểu bang New York tại New Paltz (State University of New York at New Paltz)
    - Đại học Tiểu bang New York tại Old Westbury (State University of New York at Old Westbury)
    - Đại học Tiểu bang New York tại Oneonta (State University of New York at Oneonta)
    - Đại học Tiểu bang New York tại Oswego (State University of New York at Oswego)
    - Đại học Tiểu bang New York tại Plattsburgh (State University of New York at Plattsburgh)
    - Đại học Tiểu bang New York tại Potsdam (State University of New York at Potsdam)
    - Đại học Tiểu bang New York tại Purchase (State University of New York at Purchase)

  - Các trường cao đẳng công nghệ (Technology colleges)
    - Cao đẳng Tiểu bang Alfred (Alfred State College)
    - Đại học Tiểu bang New York tại Canton (State University of New York at Canton)
    - Đại học Tiểu bang New York tại Cobleskill (State University of New York at Cobleskill)
    - Đại học Tiểu bang New York tại Delhi (State University of New York at Delhi)
    - Cao đẳng Tiểu bang Farmingdale (Farmingdale State College)
    - Cao đẳng Hàng hải Đại học Tiểu bang New York (State University of New York Maritime College)
    - Đại học Tiểu bang New York tại Morrisville (State University of New York at Morrisville)
- Hệ thống Đại học Thành phố New York (City University of New York, CUNY)[g]:
  - Trường cao đẩng cấp bằng thạc sĩ (Senior colleges):
    - Cao đẳng Baruch (Baruch College)
    - Cao đẳng Brooklyn (Brooklyn College)
    - Cao đẳng Thành phố New York (City College of New York)
    - Cao đẳng Staten Island (College of Staten Island)
    - Cao đẳng Hunter (Hunter College)
    - Cao đẳng Tư pháp Hình sự John Jay (John Jay College of Criminal Justice)
    - Cao đẳng Lehman (Lehman College)
    - Cao đẳng Medgar Evers (Medgar Evers College)
    - Cao đẳng Công nghệ Thành phố New York (New York City College of Technology)
    - Cao đẳng Queens (Queens College)
    - Cao đẳng York (York College)

  - Cơ sở đào tạo sau đại học (Postgraduate institutions):
    - Trường Cao học Đại học Thành phố New York (CUNY Graduate Center)
    - Trường Cao học Báo chí Đại học Thành phố New York (CUNY Graduate School of Journalism)
    - Trường Luật Đại học Thành phố New York (CUNY School of Law)
    - Trường Y dược Đại học Thành phố New York (CUNY School of Medicine)
    - Trường Nghiên cứu Chuyên sâu Đại học Thành phố New York (CUNY School of Professional Studies)
    - Trường Y tế Công cộng Đại học Thành phố New York (CUNY School of Public Health)
    - Cao đẳng Danh dự William E. Macaulay (William E. Macaulay Honors College)

## Bắc Carolina
- Hệ thống Đại học Bắc Carolina (University of North Carolina system):
  - Đại học Tiểu bang Appalachian (Appalachian State University, App State)
  - Đại học Đông Carolina (East Carolina University, ECU)
  - Đại học Tiểu bang Thành phố Elizabeth (Elizabeth City State University, ECSU)
  - Đại học Tiểu bang Fayetteville (Fayetteville State University, FSU)
  - Đại học Nông nghiệp và Kỹ thuật Tiểu bang North Carolina (North Carolina A&T State University, NC A&T)
  - Đại học Miền trung North Carolina (North Carolina Central University, NCCU)
  - Đại học Tiểu bang North Carolina (North Carolina State University, NCSU)
  - Đại học North Carolina tại Asheville (University of North Carolina at Asheville, UNCA)
  - Đại học North Carolina tại Chapel Hill (University of North Carolina at Chapel Hill, UNC) — viện đại học dẫn đầu
  - Đại học North Carolina tại Charlotte (University of North Carolina at Charlotte, UNC Charlotte)
  - Đại học North Carolina tại Greensboro (University of North Carolina at Greensboro, UNCG)
  - Đại học North Carolina tại Pembroke (University of North Carolina at Pembroke, UNC Pembroke)
  - Đại học North Carolina Wilmington (University of North Carolina Wilmington, UNCW)
  - Trường Nghệ thuật Đại học North Carolina (University of North Carolina School of the Arts, UNCSA)
  - Đại học Tây Carolina (Western Carolina University, WCU)
  - Đại học Tiểu bang Winston-Salem (Winston-Salem State University, WSSU)

## Bắc Dakota
- Hệ thống Đại học Bắc Dakota (North Dakota University System)[h]:DSUUNDDickinsonMayvilleMinotValley City
  - Đại học Tiểu bang Dickinson (Dickinson State University)
  - Đại học Tiểu bang Mayville (Mayville State University)
  - Đại học Tiểu bang Minot (Minot State University)
  - Đại học Bắc Dakota (University of North Dakota, UND)
  - Đại học Tiểu bang Bắc Dakota (North Dakota State University, NDSU)
  - Đại học Tiểu bang Valley City (Valley City State University)

## Quần đảo Bắc Mariana
- Cao đẳng Bắc Marianas

## Ohio
- Đại học Tiểu bang OhioAkronBowling GreenCentralCincinnatiClevelandKentMiamiNEOMEDĐại học OhioShawneeToledoWrightYoungstown University System of Ohio main campusesHệ thống Đại học Ohio (University System of Ohio):
  - Đại học Akron (University of Akron)
  - Đại học Tiểu bang Bowling Green (Bowling Green State University, BGSU)
  - Đại học Tiểu bang Central (Central State University)
  - Đại học Cincinnati (University of Cincinnati)
  - Đại học Tiểu bang Cleveland (Cleveland State University)
  - Đại học Tiểu bang Kent (Kent State University)
  - Đại học Miami (Miami University)
  - Đại học Y Đông bắc Ohio (Northeast Ohio Medical University, NEOMED)
  - Đại học Tiểu bang Ohio (Ohio State University)
  - Đại học Ohio (Ohio University)
  - Đại học Tiểu bang Shawnee (Shawnee State University)
  - Đại học Toledo (University of Toledo)
  - Đại học Tiểu bang Wright (Wright State University)
  - Đại học Tiểu bang Youngstown (Youngstown State University)

## Oklahoma
- Đại học Cameron (Cameron University)
- Đại học East Central (East Central University)
- Đại học Langston (Langston University)
- Đại học Tiểu bang Đông Bắc (Northeastern State University)
- Đại học Tây bắc Tiểu bang Oklahoma (Northwestern Oklahoma State University)
- Hệ thống Đại học Oklahoma (University of Oklahoma system):
  - Đại học Oklahoma (University of Oklahoma) – viện đại học dẫn đầu
  - Đại học Oklahoma-Tulsa Schusterman (University of Oklahoma-Tulsa Schusterman Center)
  - Trung tâm Khoa học Y tế Đại học Oklahoma (University of Oklahoma Health Sciences Center)
- Đại học Tiểu bang Oklahoma Panhandle (Oklahoma Panhandle State University)
- Hệ thống Đại học Tiểu bang Oklahoma (Oklahoma State University System)
  - Đại học Tiểu bang Oklahoma–Stillwater (Oklahoma State University–Stillwater) – viện đại học dẫn đầu
  - Trung tâm Khoa học Y tế Đại học Tiểu bang Oklahoma (Oklahoma State University Center for Health Sciences)
  - Học viện Công nghệ Đại học Tiểu bang Oklahoma (Oklahoma State University Institute of Technology)
  - Đại học Tiểu bang Oklahoma-Oklahoma City (Oklahoma State University–Oklahoma City)
  - Đại học Tiểu bang Oklahoma-Tulsa (Oklahoma State University–Tulsa)
- Đại học Tiểu bang Rogers (Rogers State University)
- Đại học Khoa học và Nghệ thuật Oklahoma (University of Science and Arts of Oklahoma)
- Đại học Đông nam Tiểu bang Oklahoma (Southeastern Oklahoma State University)
- Đại học Tây nam Tiểu bang Oklahoma (Southwestern Oklahoma State University)
- Đại học Trung tâm Oklahoma (University of Central Oklahoma)

## Oregon
- Đại học Đông Oregon (Eastern Oregon University, EOU)
- Đại học Khoa học & Sức khỏe Oregon (Oregon Health & Science University, OHSU)
- Học viện Công nghệ Oregon (Oregon Institute of Technology, OIT)
- Đại học Tiểu bang Oregon (Oregon State University, OSU)
  - Đại học Tiểu bang Oregon-Cascades (Oregon State University-Cascades, OSU Cascades)
- Đại học Tiểu bang Portland (Portland State University, PSU)
- Đại học Nam Oregon (Southern Oregon University, SOU)
- Đại học Oregon (University of Oregon, UO)
- Đại học Tây Oregon (Western Oregon University, WOU)

## Pennsylvania
- Hệ thống Giáo dục Đại học Tiểu bang Pennsylvania (Pennsylvania State System of Higher Education (PASSHE)[i]
  - Đại học Bloomsburg bang Pennsylvania (Bloomsburg University of Pennsylvania)
  - Đại học Tây Pennsylvania, California (Pennsylvania Western University, California)
  - Đại học Cheyney bang Pennsylvania (Cheyney University of Pennsylvania)
  - Đại học Clarion bang Pennsylvania (Clarion University of Pennsylvania)
  - Đại học East Stroudsburg bang Pennsylvania (East Stroudsburg University of Pennsylvania)
  - Đại học Edinboro bang Pennsylvania (Edinboro University of Pennsylvania)
  - Đại học Indiana bang Pennsylvania (Indiana University of Pennsylvania, IUP)
  - Đại học Kutztown bang Pennsylvania (Kutztown University of Pennsylvania)
  - Đại học Lock Haven bang Pennsylvania (Lock Haven University of Pennsylvania)
  - Đại học Mansfield bang Pennsylvania (Mansfield University of Pennsylvania)
  - Đại học Millersville bang Pennsylvania (Millersville University of Pennsylvania)
  - Đại học Shippensburg bang Pennsylvania (Shippensburg University of Pennsylvania)
  - Đại học Slippery Rock bang Pennsylvania (Slippery Rock University of Pennsylvania)
  - Đại học West Chester bang Pennsylvania (West Chester University of Pennsylvania)
- Hệ thống Giáo dục Đại học Khối thịnh vượng chung (Commonwealth System of Higher Education)[j]:
  - Đại học Lincoln (Lincoln University)
  - Đại học Tiểu bang Pennsylvania (Pennsylvania State University):
    - Đại học Tiểu bang Pennsylvania Park (Penn State University Park)
    - Đại học Tiểu bang Pennsylvania Abington (Penn State Abington)
    - Đại học Tiểu bang Pennsylvania Altoona (Penn State Altoona)
    - Đại học Tiểu bang Pennsylvania Berks (Penn State Berks)
    - Đại học Tiểu bang Pennsylvania Beaver (Penn State Beaver)
    - Đại học Tiểu bang Pennsylvania Brandywine (Penn State Brandywine)
    - Cao đẳng Y dược Đại học Tiểu bang Pennsylvania (Penn State College of Medicine)
    - Trường Luật Dickinson Đại học Tiểu bang Pennsylvania (Penn State Dickinson Law)
    - Đại học Tiểu bang Pennsylvania (Penn State DuBois)
    - Đại học Tiểu bang Pennsylvania tại Erie, Cao đẳng Behrend (Pennsylvania State University at Erie, The Behrend College)
    - Đại học Tiểu bang Pennsylvania Fayette (Penn State Fayette)
    - Đại học Tiểu bang Pennsylvania Great Valley (Penn State Great Valley)
    - Đại học Tiểu bang Pennsylvania Greater Allegheny (Penn State Greater Allegheny)
    - Đại học Tiểu bang Pennsylvania Harrisburg (Penn State Harrisburg)
    - Đại học Tiểu bang Pennsylvania Hazelton (Penn State Hazleton)
    - Đại học Tiểu bang Pennsylvania Lehigh Valley (Penn State Lehigh Valley)
    - Đại học Tiểu bang Pennsylvania Mont Alto (Penn State Mont Alto)
    - Đại học Tiểu bang Pennsylvania New Kensington (Penn State New Kensington)
    - Đại học Tiểu bang Pennsylvania Schuylkill (Penn State Schuylkill)
    - Đại học Tiểu bang Pennsylvania Scranton (Penn State Scranton)
    - Đại học Tiểu bang Pennsylvania Shenago (Penn State Shenango)
    - Đại học Tiểu bang Pennsylvania Wilkes-Barre (Penn State Wilkes-Barre)
    - Đại học Tiểu bang Pennsylvania World Campus (Penn State World Campus)
    - Đại học Tiểu bang Pennsylvania York (Penn State York)

  - Hệ thống Đại học Temple (Temple University)
    - Đại học Temple (Temple University)
    - Đại học Temple Ambler (Temple University Ambler)

  - Đại học Pittsburgh (University of Pittsburgh)
    - Đại học Pittsburgh (University of Pittsburgh)
    - Đại học Pittsburgh tại Bradford (University of Pittsburgh at Bradford)
    - Đại học Pittsburgh tại Greensburg (University of Pittsburgh at Greensburg)
    - Đại học Pittsburgh tại Johnstown (University of Pittsburgh at Johnstown)
    - Đại học Pittsburgh tại Titusville (University of Pittsburgh at Titusville)

## Puerto Rico
- Hệ thống Đại học Puerto Rico (University of Puerto Rico system)
  - Đại học Puerto Rico tại Rio Piedras (University of Puerto Rico at Rio Piedras) – viện đại học dẫn đầu
  - Đại học Puerto Rico tại Mayagüez (University of Puerto Rico at Mayagüez)
  - Đại học Puerto Rico tại Arecibo (University of Puerto Rico at Arecibo)
  - Đại học Puerto Rico tại Bayamón (University of Puerto Rico at Bayamón)
  - Đại học Puerto Rico tại Carolina (University of Puerto Rico at Carolina)
  - Đại học Puerto Rico tại Cayey (University of Puerto Rico at Cayey)
  - Đại học Puerto Rico tại Humacao (University of Puerto Rico at Humacao)
  - Đại học Puerto Rico tại Aguadilla (University of Puerto Rico at Aguadilla)
  - Đại học Puerto Rico tại Ponce (University of Puerto Rico at Ponce)
  - Đại học Puerto Rico tại Utuado (University of Puerto Rico at Utuado)
  - Cơ sở Khoa học Y tế, Đại học Puerto Rico (University of Puerto Rico, Medical Sciences Campus)
- Trường Nghệ thuật và Thiết kế Nhựa Puerto Rico (Escuela de Artes Plásticas y Diseño de Puerto Rico)
- Nhạc viện Puerto Rico (Conservatory of Music of Puerto Rico)

## Rhode Island
- Cao đẳng Rhode Island (Rhode Island College, viết tắt RIC)
- Đại học Rhode Island (University of Rhode Island)

## Nam Carolina
- Cao đẳng Quân sự Citadel bang Nam Carolina (The Citadel)
- Đại học Clemson (Clemson University)
- Đại học Duyên hải Carolina (Coastal Carolina University, CCU)
- Cao đẳng Charleston (College of Charleston, CofC)
- Đại học Francis Marion (Francis Marion University)
- Đại học Lander (Lander University)
- Đại học Y khoa Nam Carolina (Medical University of South Carolina)
- Hệ thống Đại học South Carolina (University of South Carolina System):
  - Đại học South Carolina (University of South Carolina, USC) – viện đại học dẫn đầu
  - Đại học South Carolina Aiken (University of South Carolina Aiken, USC-Aiken)
  - Đại học South Carolina Beaufort (University of South Carolina Beaufort, USC-Beaufort)
  - Đại học South Carolina Lancaster (University of South Carolina Lancaster, USC-Lancaster)
  - Đại học South Carolina Salkehatchie (University of South Carolina Salkehatchie, USC-Salkehatchie)
  - Đại học South Carolina Sumter (University of South Carolina Sumter, USC-Sumter)
  - Đại học South Carolina Union (University of South Carolina Union, USC-Union)
  - Đại học South Carolina Upstate (University of South Carolina Upstate, USC-Upstate)
- Đại học Tiểu bang Nam Carolina (South Carolina State University, SCSU)
- Đại học Winthrop (Winthrop University, WU)

## Nam Dakota
- Đại học Tiểu bang Black Hills (Black Hills State University)
- Đại học Tiểu bang Dakota (Dakota State University, DSU)
- Đại học Tiểu bang Phía Bắc (Northern State University, NSU)
- Đại học South Dakota (University of South Dakota, USD)
- Trường Mỏ và Công nghệ Nam Dakota (South Dakota School of Mines and Technology, SDSM&T)
- Đại học Tiểu bang South Dakota (South Dakota State University, SDSU)

## Tennessee
- Đại học Tiểu bang Austin Peay (Austin Peay State University, APSU)
- Đại học Tiểu bang Đông Tennessee (East Tennessee State University, ETSU)
- Đại học Tiểu bang Trung tâm Tennessee (Middle Tennessee State University, MTSU)
- Đại học Tiểu bang Tennessee (Tennessee State University, TSU)
- Đại học Công nghệ Tennessee (Tennessee Technological University, TTU)UTKUTCUTMUTHSCUTSIUTS Hệ thống Đại học Tennessee
- Đại học Memphis (University of Memphis)
- Hệ thống Đại học Tennessee (University of Tennessee System):
  - Đại học Tennessee tại Knoxville (University of Tennessee at Knoxville, UTK) – viện đại học dẫn đầu
  - Đại học Tennessee tại Chattanooga (University of Tennessee at Chattanooga, UTC)
  - Đại học Tennessee tại Martin (University of Tennessee at Martin, UTM)
  - Trung tâm Khoa học Y tế Đại học Tennessee (University of Tennessee Health Science Center, UTHSC)
  - Đại học Nam Tennessee (University of Tennessee Southern, UTS)
  - Học viện Không gian Đại học Tennessee (University of Tennessee Space Institute, UTSI)

## Texas
- Hệ thống Đại học Houston (University of Houston System):
  - Đại học Houston (University of Houston) - viện đại học dẫn đầu
  - Đại học Houston–Clear Lake (University of Houston–Clear Lake)
  - Đại học Houston–Downtown (University of Houston–Downtown)
  - Đại học Houston–Victoria (University of Houston–Victoria)
- Hệ thống Đại học Bắc Texas (University of North Texas System):
  - Đại học Bắc Texas (University of North Texas)
  - Đại học Bắc Texas tại Dallas (University of North Texas at Dallas)
  - Trung tâm Khoa học Y tế Đại học Bắc Texas (University of North Texas Health Science Center)
- Hệ thống Đại học Texas (The University of Texas System)
  - Các viện đại học tổng hợp (Academic institutions)
    - Đại học Texas tại Arlington (University of Texas at Arlington)
    - Đại học Texas tại Austin (University of Texas at Austin) - viện đại học dẫn đầu
    - Đại học Texas tại Dallas (University of Texas at Dallas)
    - Đại học Texas tại El Paso (University of Texas at El Paso)
    - Đại học Texas Permian Basin (University of Texas Permian Basin)
    - Đại học Texas Rio Grande Valley (University of Texas Rio Grande Valley)
    - Đại học Texas tại San Antonio (University of Texas at San Antonio)
    - Đại học Texas tại Tyler (University of Texas at Tyler)
    - Đại học Tiểu bang Stephen F. Austin (Stephen F. Austin State University)

  - Các học viện y khoa (Health institutions)
    - Trung tâm Ung thư MD Anderson Đại học Texas (University of Texas MD Anderson Cancer Center)
    - Phân nhánh Y khoa Đại học Texas (University of Texas Medical Branch)
    - Trung tâm Y tế Tây Nam Đại học Texas (University of Texas Southwestern Medical Center)
    - Trung tâm Khoa học Y tế Đại học Texas tại Houston (University of Texas Health Science Center at Houston)
    - Trung tâm Khoa học Y tế Đại học Texas tại San Antonio (University of Texas Health Science Center at San Antonio)
    - Trung tâm Khoa học Y tế Đại học Texas tại Tyler (University of Texas Health Science Center at Tyler)
- Hệ thống Đại học Texas A&M (Texas A&M University System)
  - Đại học Texas A&M (Texas A&M University) - viện đại học dẫn đầu
  - Đại học Prairie View A&M (Prairie View A&M University)
  - Đại học Tiểu bang Tarleton (Tarleton State University)
  - Đại học Quốc tế Texas A&M (Texas A&M International University)
  - Đại học Texas A&M–Central Texas (Texas A&M University–Central Texas)
  - Đại học Texas A&M–Thương mại (Texas A&M University–Commerce)
  - Đại học Texas A&M–Corpus Christi (Texas A&M University–Corpus Christi)
  - Đại học Texas A&M–Kingsville (Texas A&M University–Kingsville)
  - Đại học Texas A&M–San Antonio (Texas A&M University–San Antonio)
  - Đại học Texas A&M–Texarkana (Texas A&M University–Texarkana)
  - Đại học Tây Texas A&M (West Texas A&M University)
- Đại học Nam Texas (Texas Southern University)
- Hệ thống Đại học Tiểu bang Texas (Texas State University System)
  - Đại học Lamar (Lamar University)
  - Đại học Tiểu bang Sam Houston (Sam Houston State University)
  - Đại học Tiểu bang Sul Ross (Sul Ross State University)
  - Đại học Tiểu bang Texas (Texas State University)
- Hệ thống Đại học Công nghệ Texas (Texas Tech University System)
  - Các viện đại học tổng hợp (Academic institutions)
    - Đại học Tiểu bang Angelo (Angelo State University)
    - Đại học Tiểu bang Midwestern (Midwestern State University)
    - Đại học Công nghệ Texas (Texas Tech University) - viện đại học dẫn đầu

  - Các học viện y khoa (Health institutions)
    - Trung tâm Khoa học Y tế Đại học Công nghệ Texas (Texas Tech University Health Sciences Center)
    - Trung tâm Khoa học Y tế Đại học Công nghệ Texas El Paso (Texas Tech University Health Sciences Center El Paso)
- Đại học Nữ sinh Texas (Texas Woman's University)[k]

## Utah
- Hệ thống Giáo dục Đại học Utah (Utah System of Higher Education)[l]Utah TechNam UtahĐH UtahUSUUVUWeber State Hệ thống Giáo dục Đại học Utah
  - Đại học Nam Utah (Southern Utah University, SUU)
  - Đại học Utah (University of Utah, UofU)
  - Đại học Tiểu bang Utah (Utah State University, USU)
  - Đại học Công nghệ Utah (Utah Tech University, UT)
  - Đại học Utah Valley (Utah Valley University, UVU)
  - Đại học Tiểu bang Weber (Weber State University)

## Vermont
- Hệ thống Cao đẳng Tiểu bang Vermont (Vermont State Colleges)[l]:
  - Đại học Tiểu bang Vermont (Vermont State University)
  - Đại học Vermont (University of Vermont, UVM)

## Virginia
- Đại học Christopher Newport (Christopher Newport University, CNU)
- Trường Y khoa Đông Virginia (Eastern Virginia Medical School, EVMS)
- Đại học George Mason (George Mason University, GMU)
- Đại học James Madison (James Madison University, JMU)
- Đại học Longwood (Longwood University)
- Đại học Mary Washington (University of Mary Washington, UMW)
- Đại học Tiểu bang Norfolk (Norfolk State University)
- Đại học Old Dominion (Old Dominion University, ODU)
- Đại học Radford (Radford University)
- Đại học Virginia (University of Virginia, UVA)
- Cao đẳng Đại học Virginia tại Wise (University of Virginia's College at Wise, UVA-Wise)
- Đại học Thịnh vượng chung Virginia (Virginia Commonwealth University, VCU)
- Học viện Quân sự Virginia (Virginia Military Institute, VMI)
- Đại học Bách khoa Virginia (Virginia Polytechnic Institute and State University, Virginia Tech)
- Đại học Tiểu bang Virginia (Virginia State University, VSU)
- Cao đẳng William & Mary (College of William & Mary, W&M)

## Quần đảo Virgin thuộc Mỹ
- Hệ thống Đại học Quần đảo Virgin (University of the Virgin Islands system):
  - Đại học Quần đảo Virgin – St. Croix (University of the Virgin Islands – St. Croix)
  - Đại học Quần đảo Virgin – St. Thomas (University of the Virgin Islands – St. Thomas)

## Washington
- Đại học Trung tâm Washington (Central Washington University, CWU)
- Đại học Đông Washington (Eastern Washington University, EWU)
- Cao đẳng Tiểu bang Evergreen (Evergreen State College)
- Đại học Washington (University of Washington), gồm 3 cơ sở tại Seattle, Bothell, và Tacoma
- Hệ thống Đại học Tiểu bang Washington (Washington State University System)
  - Đại học Tiểu bang Washington (Washington State University) – cơ sở dẫn đầu tại Pullman
  - Đại học Tiểu bang Washington Everett (Washington State University Everett)
  - Đại học Tiểu bang Washington Spokane (Washington State University Spokane)
  - Đại học Tiểu bang Washington Tri-Cities (Washington State University Tri-Cities)
  - Đại học Tiểu bang Washington Vancouver (Washington State University Vancouver)
  - Đại học Tiểu bang Washington Global Campus (Washington State University Global Campus) – đại học giảng dạy trực tuyến
- Đại học Tây Washington (Western Washington University, WWU)

## Tây Virginia
- Đại học Tiểu bang Bluefield (Bluefield State University)
- Đại học Concord (Concord University)
- Đại học Tiểu bang Fairmont (Fairmont State University)
- Đại học Tiểu bang Glenville (Glenville State University)
- Đại học Marshall (Marshall University)
- Đại học Shepherd (Shepherd University)
- Đại học West Liberty (West Liberty University)
- Đại học Tiểu bang Virginia tại Parkersburg (West Virginia University at Parkersburg)
- Hệ thống Đại học West Virginia (West Virginia University system)
  - Đại học West Virginia (West Virginia University, WVU) – cơ sở dẫn đầu tại Morgantown
  - Cao đẳng Tiểu bang Potomac Đại học Tây Virginia (Potomac State College of West Virginia University)
  - Viện Công nghệ Đại học West Virginia (West Virginia University Institute of Technology, WVU Tech)
- Trường Y khoa Chỉnh hình Tây Virginia (West Virginia School of Osteopathic Medicine)
- Đại học Tiểu bang Virginia (West Virginia State University, WVSU)

## Wisconsin
- Hệ thống Đại học Wisconsin (University of Wisconsin System):
  - Đại học Wisconsin–Madison (University of Wisconsin–Madison) – viện đại học dẫn đầu
  - Đại học Wisconsin–Eau Claire (University of Wisconsin–Eau Claire)
  - Đại học Wisconsin–Green Bay (University of Wisconsin–Green Bay)
  - Đại học Wisconsin–La Crosse (University of Wisconsin–La Crosse)
  - Đại học Wisconsin–Milwaukee (University of Wisconsin–Milwaukee)
  - Đại học Wisconsin–Oshkosh (University of Wisconsin–Oshkosh)
  - Đại học Wisconsin–Parkside (University of Wisconsin–Parkside)
  - Đại học Wisconsin–Platteville (University of Wisconsin–Platteville)
  - Đại học Wisconsin–River Falls (University of Wisconsin–River Falls)
  - Đại học Wisconsin–Stevens Point (University of Wisconsin–Stevens Point)
  - Đại học Wisconsin–Stout (University of Wisconsin–Stout)
  - Đại học Wisconsin–Superior (University of Wisconsin–Superior)
  - Đại học Wisconsin–Whitewater (University of Wisconsin–Whitewater)

## Wyoming
- Đại học Wyoming (University of Wyoming)